# Atletisme als Jocs Olímpics d'Estiu de 1924 - 5.000 metres masculins
Els 5.000 metres masculins va ser una de les proves del programa d'atletisme disputades durant els Jocs Olímpics de París de 1924. La prova es va disputar el 8 i 10 de juliol de 1924. Hi van participar 38 atletes de 21 nacions diferents.

## Medallistes
| Or                | Plata              | Bronze           |
| Paavo Nurmi (FIN) | Ville Ritola (FIN) | Edvin Wide (SWE) |

## Rècords
Aquests eren els rècords del món i olímpic que hi havia abans de la celebració dels Jocs Olímpics de 1924.
| Rècord del Món | 14' 28.2" | Paavo Nurmi        | Hèlsinki (FIN) | 19 de juny de 1924   |
| Rècord Olímpic | 14' 36.6" | Hannes Kolehmainen | Estocolm (SWE) | 10 de juliol de 1912 |

En la final Paavo Nurmi va establir un nou rècord olímpic amb 14:31.2 minuts.

## Resultats

### Semifinals
Les semifinals es van disputar el 8 de juliol de 1924.
Els quatre millors de cada semifinal passaven a la final.
Semifinal 1
| Posició | Atleta                     | Temps   | Qual. |
| ------- | -------------------------- | ------- | ----- |
| 1       | Eino Rastas (FIN)          | 15:22.2 | Q     |
| 2       | Katsuo Okazaki (JPN)       | 15:22.2 | Q     |
| 3       | Axel Eriksson (SWE)        | 15:23.6 | Q     |
| 4       | Léonard Mascaux (FRA)      | 15:26.4 | Q     |
| 5       | Charles Johnstone (GBR)    | 15:27.4 |       |
| 6       | Ralph Starr (GBR)          |         |       |
| 7       | Rilus Doolittle (USA)      |         |       |
| 8       | Camille Van de Velde (BEL) |         |       |
| 9       | Alfredo Gomes (BRA)        |         |       |
| 10      | Mohamed El-Sayed (EGY)     |         |       |
| 11      | Joaquim Miquel (ESP)       |         |       |
| 12      | Vilis Cimmermans (LAT)     |         |       |
| 13      | José Eslava (MEX)          |         |       |
| 14      | Stanisław Ziffer (POL)     | 16:36.0 |       |

Semifinal 2
| Posició | Atleta                    | Temps   | Qual. |
| ------- | ------------------------- | ------- | ----- |
| 1       | Paavo Nurmi (FIN)         | 15:28.6 | Q     |
| 2       | Lucien Dolquès (FRA)      | 15:29.4 | Q     |
| 3       | Eino Seppälä (FIN)        | 15:34.6 | Q     |
| 4       | Frank Saunders (GBR)      | 15:37.0 | Q     |
| 5       | Maurice Norland (FRA)     | 15:41.4 |       |
| 6       | Harold Phelps (USA)       |         |       |
| 7       | David McGill (CAN)        |         |       |
| 8       | István Kultsár (HUN)      |         |       |
| 9       | Stefan Szelestowski (POL) |         |       |
| 10      | Pala Singh (IND)          |         |       |
| 11      | Karel Nedobitý (TCH)      |         |       |
| -       | William Marthé (SUI)      | DNF     |       |

Semifinal 3
| Posició | Atleta                  | Temps   | Qual. |
| ------- | ----------------------- | ------- | ----- |
| 1       | John Romig (USA)        | 15:14.6 | Q     |
| 2       | Edvin Wide (SWE)        | 15:24.0 | Q     |
| 3       | Ville Ritola (FIN)      | 15:32.1 | Q     |
| 4       | Charles Clibbon (GBR)   | 15:35.6 | Q     |
| 5       | Lucien Duquesne (FRA)   | 16:03.0 |       |
| 6       | Jan Zeegers (NED)       |         |       |
| 7       | Alexandros Kranis (GRE) |         |       |
| 8       | George Lermond (USA)    |         |       |
| 9       | Malcolm Boyd (AUS)      |         |       |
| 10      | Hans Kantor (AUT)       |         |       |
| 11      | Miquel Palau (ESP)      |         |       |
| 12      | Pedro Curiel (MEX)      |         |       |
| 13      | Artūrs Motmillers (LAT) |         |       |

### Final
La final es va disputar 10 de juliol de 1924.
Nurmi va haver de millorar el rècord olímpic per guanyar la medalla d'or, amb Ritola a només dues dècimes.
| Posició | Atleta                | Temps      |
| ------- | --------------------- | ---------- |
| 1       | Paavo Nurmi (FIN)     | 14:31.2 OR |
| 2       | Ville Ritola (FIN)    | 14:31.4    |
| 3       | Edvin Wide (SWE)      | 15:01.8    |
| 4       | John Romig (USA)      | 15:12.4    |
| 5       | Eino Seppälä (FIN)    | 15:18.4    |
| 6       | Charles Clibbon (GBR) | 15:29.0    |
| 7       | Lucien Dolques (FRA)  | 15:32.6    |
| 8       | Axel Eriksson (SWE)   | 15:38.0    |
| 9       | Léonard Mascaux (FRA) | 15:39.0    |
| 10      | Frank Saunders (GBR)  | 15:54.0    |
| 11      | Eino Rastas (FIN)     |            |
| 12      | Katsuo Okazaki (JPN)  |            |